# Els Croods: l'origen
Els Croods: l'origen (tírol original en anglès, Dawn of the Croods) és una sèrie de televisió animada en 2D estatunidenca produïda per DreamWorks Animation. La sèrie està basada en la pel·lícula d'animació de 2013 Els Croods, que té lloc abans dels esdeveniments de la pel·lícula. Es va estrenar el 24 de desembre de 2015 a Netflix. La segona temporada es va estrenar el 26 d'agost de 2016, la tercera temporada el 7 d'abril de 2017 i la quarta i última temporada el 7 de juliol del mateix any. Sam Riegel va ser el director de veu durant les dues primeres temporades, i Brendan Hay el va substituir durant les dues últimes. S'ha doblat al català per al Canal Super3.

## Sinopsi
Els Croods, la primera família moderna del món, torna ara amb una sèrie que se situa a la Vall d'Ahhh!, un indret de la prehistòria on viu una comunitat de cavernícoles. Els habitants de la comunitat viuen en coves i disposen dels avantatges més moderns de l'època, com ara una escola per als nens i un abeurador. A la vall, també hi ha una pila d'animals d'aspecte estranyíssim que el grup dels caçadors -capitanejat per Amber, la Bòrnia-, no para d'intentar caçar. La família Crood són el patriarca, en Grug; la mare, l'Ugga; els seus tres fills, en Tonk, l'Eep i la bellugadissa Sandy, i la inefable i genial iaia.

## Producció
A diferència de la pel·lícula animada per ordinador, la sèrie és animada en 2D. Els creadors de la sèrie volien fer-la més "dibuixada", però van trobar que fer squash i stretch en CG era massa car per a la televisió. Una tècnica d'animació diferent també va ajudar la sèrie a destacar del llargmetratge, que es va mostrar simultàniament a Netflix. Els tres primers episodis van ser animats a Toon Boom Harmony per a Bardel Entertainment, estudi d'animació de Vancouver. DreamWorks aviat va creure que Harmony no era el millor per animar escenes que contenien diversos personatges alhora. La resta d'episodis van ser dibuixats tradicionalment a mà per estudis sud-coreans: EMation, NE4U i Dong Woo Animation.